# フランシア広場
フランシア広場（フランシアひろば、スペイン語で Plaza Francia）は、ベネズエラのミランダ州チャカオ市アルタミラにある広場で、首都カラカスの東部でもっとも重要な広場である。もとアルタミラ広場として造られ、2006年現在もしばしばそう呼ばれる。

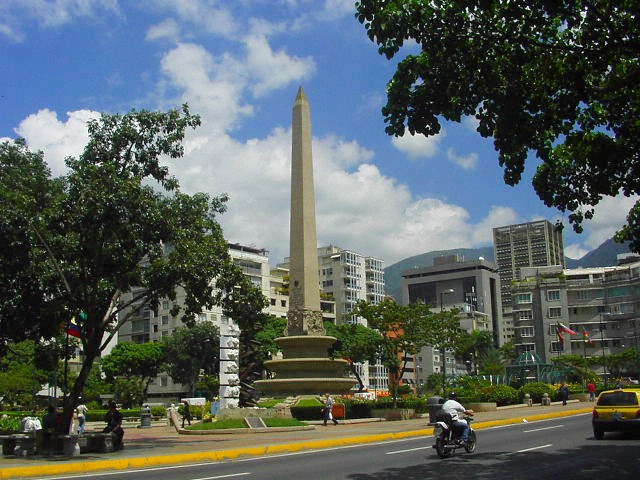
オベリスコ（2004年9月）

## 広場の構造
カラカス東部でもっとも重要なフランシスコデミランダ通りに面し、その南北にまたがる。北側が広い。カラカス盆地の地形により、地面は緩く傾いており、北が高く南が低い。通りの下には地下鉄のアルタミラ駅があり、南北の広場から階段を降りて入る。
広場の焦点は北にあるオベリスコという石の柱で、高さ24メートルある。これが建てられた1945年にはカラカスでもっとも高い建造物であった。住宅地の中に抜きん出てそびえるというかつての景観は、やがて高層ビルに囲まれた広場の中心に立つものに変わった。オベリスコの正面には南北に長いプールがあり、その水は南端の地下鉄駅入り口で滝を作って流れ落ちる。広場には花壇が多数設けられる。
南の広場は北に比べると装飾が少なく、空き地に近い。一角に台座があり、幼な子を抱き王冠をいただく黄金色の処女マリア像が立つ。

## 歴史
後に広場が作られた場所は、都市化の前にはカラカス盆地の東に広がる農村地帯の一角であった。1943年にルイス・ロチェが農場を買い取って郊外住宅地の開発に乗り出した。ロチェは1944年5月6日にアルタミラ会社を設立して、宅地としての開発と分譲を始めた。ロチェはアルタミラを高級住宅地にしようと考えて、1945年に地区の焦点となる場所に広場を設け、噴水を作り、巨大なオベリスコを建てた。カラカス大聖堂より高いオベリスコの宣伝効果は大きく、8月11日の記念式典には数千の人々が集まった。
アルタミラ地区はロチェの狙い通りに発展し、やがてカラカス有数の高級住宅地になった。広場の名は後にフランシア広場と改められた。1970年代以降、カラカス盆地の東部は全面的に市街化し、かつての郊外住宅地は首都東部の中心地に変わった。2006年現在までに広場の周りにはホテルと各国の大使館が集中し、カラカスの首都機能の一部を担っている。
2002年にウゴ・チャベス政権打倒の動きが活発になったとき、左遷された将官十数人がフランシア広場に集まって「合法的不服従」を軍民に呼びかけた。広場にはこれに賛同する反大統領派の民衆と一部の将兵が集まり、周りの道にまで溢れ、昼夜を通じて気勢をあげた。結局軍は動かなかったため、このデモはしだいに下火になっていった。